# Грошиха
Грошиха — река в России, протекает в Пермском крае. Устье реки находится в 1,6 км по правому берегу реки Овинная. Длина реки составляет 14 км.
Исток реки в средней части Тулвинской возвышенности в лесах в 10 км к северо-востоку от посёлка Лесной. Река течёт на запад, затем поворачивает на юго-запад, жилых населённых пунктов на реке нет. Приток — Песьянка (левый). Впадает в Овинную северо-восточнее села Комарово.

## Данные водного реестра
По данным государственного водного реестра России относится к Камскому бассейновому округу, водохозяйственный участок реки — Кама от Камского гидроузла до Воткинского гидроузла, речной подбассейн реки — бассейны притоков Камы до впадения Белой. Речной бассейн реки — Кама.
Код объекта в государственном водном реестре — 10010101012111100015100.